# آبه توزو
آبه توزو (به ژاپنی: 安倍 藤蔵 あべ とうぞう)، تولد ۱۸۴۰- مرگ ۳۱ اکتبر ۱۸۶۸ میلادی، او از اواخر دوره ادو (باکوماتسو) او متخصص برجسته مطالعات غربی در قلمرو شونای بود.

## زندگی‌نامه
متولد قلمرو شونای بود. او در خانواده نیوا متولد شد و در خانواده شونای آبه به فرزندی پذیرفته شد. خانواده شونای آبه، طایفه‌ای در شونای است که اولین رئیس آن آبه ماگوتارو سوئنوری بود و با خانواده اوشو آبه و آبه موننوری نسبت دارد. فوجیزو چهل و یکمین رئیس خانواده شونای آبه است.
او زیر نظر کاتسو رینتارو (کاتسو کایشو) تحصیل کرد، برای پلیس شهر ادو به ادو رفت و زیر نظر متخصص توپخانه، اگاوا تاروزائمون، تحصیل کرد و رئیس شد. سپس نقش فعالی در سپاه تفنگداران قلمرو شونای ایفا کرد. در جریان حادثه آتش‌زدن عمارت اربابی قلمرو ساتسوما در ادو او اولین کسی بود که وارد عمارت شد و با شینوزاکی هیکوجورو و دیگران مذاکره کر. این مذاکرات به شکست انجامید و به جنگ تبدیل شد و جنگ بوشین را شعله‌ور ساخت.
در ژانویه ۱۸۶۸ (کیئو ۴)، او توسط شوگون‌سالاری به عنوان عضوی از سپاه تفنگداران شینچوگومی استخدام شد. با وخیم‌تر شدن اوضاع جنگ، او در ۱۸ فوریه ادو (معبد کانئی اوئنو) را ترک کرد و در ۴ مارس به قلمرو شونای رسید. او در ۹ مارس به سندای رسید. او پیاده‌نظام شوگون‌سالاری را رهبری کرد و در کیوکاوا، تصرف تندو، خط شیرویشی و منطقه اچیگو جنگید. در ۱۶ سپتامبر، او علیه نیروهای سوزوکی رایسوکه از خاندان تاکانابه در رودخانه سکیگاوا در مرز شونای جنگید و در نبرد کشته شد. او ۲۹ سال داشت.
او به خاطر مطالعات غربی‌اش شناخته می‌شد. گفته می‌شود که او هنگام انجام وظیفه در زمان آتش زدن محل اقامت خاندان ساتسوما، لباس غربی و کفش چرمی به تن داشته است.